# 2023 em Portugal
Lista dos principais acontecimentos no ano 2023 em Portugal.

## Incumbentes
- Presidente da República: Marcelo Rebelo de Sousa
- Primeiro-Ministro: António Costa (XXIII Governo Constitucional)
- Presidente da Assembleia da República: Augusto Santos Silva (XV Legislatura)
  - Presidente do Governo Regional dos Açores: José Manuel Bolieiro (XIII Governo Regional)
  - Presidente do Governo Regional da Madeira: Miguel Albuquerque (XIII e XIV Governos Regionais)

## Eventos

### Janeiro
- 4 — Remodelação do XXIII Governo Constitucional, desencadeada pelas demissões do Ministro das Infraestruturas e da Habitação, Pedro Nuno Santos, e da Secretária de Estado do Tesouro, Alexandra Reis. João Galamba e Marina Gonçalves tomam posse à frente dos agora separados Ministérios das Infraestruturas e da Habitação, bem como seis novos Secretários de Estado.[1]
- 5 — Votação parlamentar de uma moção de censura ao XXIII Governo Constitucional, apresentada pela Iniciativa Liberal. A moção foi chumbada com os votos contra do PS, PCP e do deputado único do Livre, Rui Tavares; teve a abstenção do PSD, do BE, e da deputada única do PAN, Inês Sousa Real. Só a IL e o Chega votaram a favor.[2]
- 5 — Um dia depois de ter tomado posse, Carla Alves pede a demissão do cargo de Secretária de Estado da Agricultura, "por entender não dispor de condições políticas e pessoais para iniciar funções". Na origem da demissão, uma notícia do Correio da Manhã dando conta de uma investigação abrangendo as contas bancárias de Carla Alves e do marido, Américo Pereira, antigo Presidente da Câmara Municipal de Vinhais, por suspeitas de crimes de corrupção ativa e prevaricação.[3]
- 7 — Chuva intensa inunda várias ruas da baixa do Porto, registando-se muitos danos, com a força das torrentes de água a levantar o paralelo da Rua Mouzinho da Silveira e a alagar a estação de metro de São Bento.[4]
- 8 — Estreia da quarta temporada do programa televisivo Vale Tudo, na SIC.[5]
- 9 — Roberto Martínez é anunciado como sucessor de Fernando Santos como treinador da Seleção Portuguesa de Futebol.[6]
- 10–19 — Primeira volta das eleições para bastonário e órgãos da Ordem dos Médicos.
- 16 — Estreia da telessérie da RTP O Crime do Padre Amaro, uma adaptação do romance homónimo de Eça de Queirós, realizada por Leonel Vieira e protagonizada por José Condessa, Bárbara Branco, José Raposo e Filomena Gonçalves.[7]

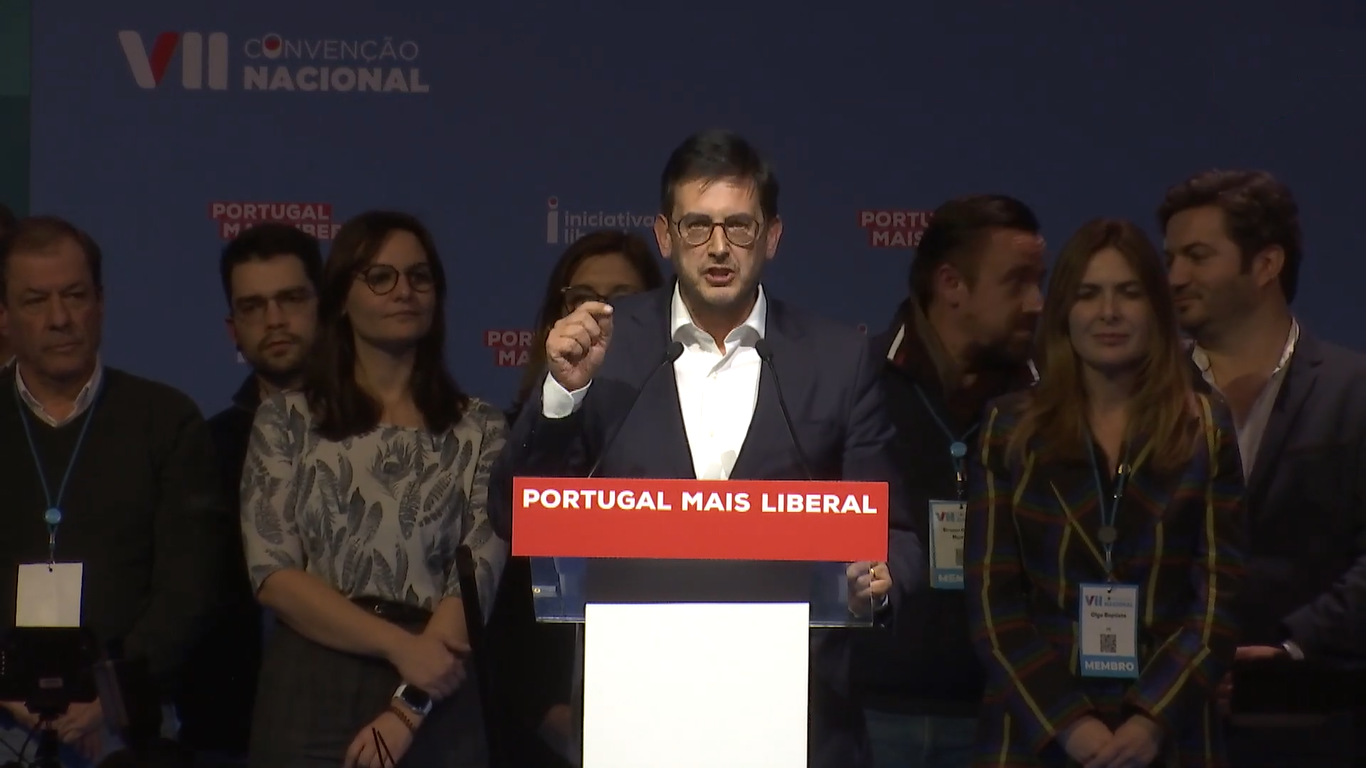
Rui Rocha discursa no 7.º Congresso Nacional da Iniciativa Liberal

- 19 — No Teatro Municipal São Luiz, em Lisboa, a récita da peça Tudo Sobre a Minha Mãe, de Samuel Adamson, é interrompida pela ativista transexual Keyla Brasil, que invadiu o palco semi-nua acusando a falta de legitimidade para que o ator André Patrício interpretasse o papel de Lola, uma mulher trans. A companhia que encenou a peça substituiu o ator pela atriz trans Maria João Vaz.[8]
- 22 — Na VII Convenção Nacional da Iniciativa Liberal, Rui Rocha é eleito líder do partido, sucedendo a João Cotrim de Figueiredo.[9]
- 24 — A curta-metragem portuguesa Ice Merchants é nomeada para o Óscar de Melhor Curta-Metragem de Animação, tornando-se no primeiro filme de produção portuguesa a integrar os nomeados para os Prémios da Academia.[10]
- 26 — Estreia do filme Amadeo, de Vicente Alves do Ó, baseado na vida e obra de Amadeo de Souza-Cardoso, protagonizado por Rafael Morais.[11]

### Fevereiro
- 4 — Um incêndio deflagra num prédio no bairro da Mouraria, em Lisboa, provocando dois mortos, um homem de 30 e um jovem de 14 anos, ambos de nacionalidade indiana, e 14 feridos. A tragédia põe em evidência as condições de habitação desta população fragilizada maioritariamente composta por estrangeiros: num pequeno rés-de-chão viveriam 22 pessoas, amontoadas em beliches e colchões.[12]
- 16 — Na segunda volta das eleições da Ordem dos Médicos, Carlos Cortes é eleito bastonário.[13]

### Março
- 11 — 13 militares da guarnição do NRP Mondego recusam realizar uma missão de acompanhamento de um navio russo a norte da ilha de Porto Santo, no arquipélago da Madeira, alegando limitações técnicas e razões de segurança, como o facto de um motor e um gerador de energia elétrica estarem inoperacionais.[14]
- 16 — Perante a sua guarnição amotinada, o Chefe do Estado-Maior da Armada, Henrique Gouveia e Melo, discursa publicamente no convés do NRP Mondego, deixando claro que não perdoará a "indisciplina", nem os danos causados à imagem da Marinha e do país, comparando o ato de insubordinação ao motim do HMS Bounty.[15]
- 28 — Um ataque com uma arma branca no Centro Ismailita de Lisboa, perpetrado por um homem de nacionalidade afegã, faz duas vítimas mortais, uma professora de inglês e uma trabalhadora do Centro; o caso é entregue à Unidade Nacional Contraterrorismo da Polícia Judiciária, mas ao que tudo indica, terá sido motivado por razões pessoais.[16]

### Abril
- 1 — Manifestações sobre a crise da habitação em Aveiro, Braga, Coimbra, Lisboa, Porto e Viseu.[17]
- 21 — Luiz Inácio Lula da Silva, Presidente da República Federativa do Brasil, é recebido no Aeroporto Militar do Figo Maduro para visita de Estado de cinco dias a Portugal.[18]
- 22 — XIII Cimeira Luso-Brasileira, no Centro Cultural de Belém, em Lisboa; na presença de Lula da Silva e António Costa, foram assinados 13 novos memorandos de entendimento e protocolos de cooperação entre Lisboa e Brasília.[19]
- 24 — Cerimónia de entrega do Prémio Camões 2019 a Chico Buarque, no Palácio de Queluz; os quatro anos de atraso deveram-se à recusa pelo ex-Presidente brasileiro Jair Bolsonaro em assinar o diploma que permitia a entrega formal do prémio, e à pandemia de COVID-19.[20]
- 25 — O Presidente Lula da Silva discursa em sessão solene de boas-vindas na Assembleia da República, antes da sessão evocativa dos 49 anos da Revolução dos Cravos. Os deputados do Chega protestam de pé durante o discurso do presidente brasileiro, e são repreendidos pelo Presidente da Assembleia da República, Augusto Santos Silva.[21]
- 26 — Frederico Pinheiro, até à data adjunto do Ministro das Infraestruturas João Galamba, é exonerado do cargo, por ter sido visado na troca de informações divulgada na comunicação social sobre a polémica na TAP: terá tirado notas da reunião que juntou Governo, PS e Christine Ourmières-Widener, ex-CEO da TAP, que indiciam que houve combinação das perguntas e respostas que se seguiriam na audição parlamentar da empresária francesa. Comunicado da exoneração, Pinheiro vai às instalações do Ministério para buscar um computador portátil, tendo sido confrontado por elementos do gabinete do ministro que o tentam impedir, por este conter informações classificadas: o resultado são desacatos e agressões, são chamados agentes da PSP e dá-se uma (rara e polémica) intervenção do Serviço de Informações de Segurança para reaver o computador.[22]

### Maio
- 2 — Na sequência da polémica em torno da atribulada exoneração do seu ex-adjunto, João Galamba pede a demissão do cargo de Ministro das Infraestruturas; pouco depois, o Primeiro-Ministro, António Costa, discursa ao país na residência oficial, revelando que recusou o pedido de demissão, alegando que seria contra a sua "consciência", e defendendo acerrimamente o ministro. No meio de reações indignadas de vários quadrantes políticos, o Presidente da República, Marcelo Rebelo de Sousa, emite uma nota oficial assumindo a discordância com o Primeiro-Ministro, num inédito conflito institucional.[23]
- 4 — O Presidente da República, Marcelo Rebelo de Sousa, discursa ao país sobre a crise política; faz fortes críticas à postura do Governo, reafirma que o ministro João Galamba deveria ter sido afastado porque a sua manutenção no cargo agrava a falta de "confiabilidade" no poder político, assume uma rutura com o Primeiro-Ministro, mas, a bem da "estabilidade" do país, decide manter o Executivo em funções.[24]
- 5 — Cerimónia de entrega do Prémio Camões 2021 a Paulina Chiziane, no Museu Nacional dos Coches, em Lisboa, pelas mãos do primeiro-ministro português e do embaixador do Brasil em Portugal, Raimundo Carreiro.[25]
- 28 — Na XIII Convenção Nacional do Bloco de Esquerda, Mariana Mortágua é eleita coordenadora do partido, sucedendo a Catarina Martins.[26]

### Junho
- 5 — A depressão Óscar, um "rio atmosférico" invulgar para a altura do ano, atinge a Madeira, provocando inundações, derrocadas e queda de árvores, e registando-se um novo recorde de precipitação em Portugal: a chuva acumulada num dia (das 15h de dia 5 às 15h de dia 6) ultrapassou os 600 milímetros, segundo medição no Chão do Areeiro. A depressão atinge Portugal Continental no dia 7, já com menor intensidade.[27]

### Agosto
- 1–6 — XVII Jornada Mundial da Juventude, em Lisboa.
  - 1 — A missa de abertura, no Parque Eduardo VII ("Colina do Encontro"), em Lisboa, é presidida por D. Manuel Clemente, Cardeal-Patriarca de Lisboa, participando 180 mil peregrinos.[28]
  - 2 — O Papa Francisco aterra na Base Aérea de Figo Maduro, em Lisboa, pelas 10h00; é recebido oficialmente no Palácio de Belém depois de prestadas honras militares. No Centro Cultural de Belém tem lugar um encontro com autoridades, membros da sociedade civil, e o corpo diplomático. À tarde, é recebido oficialmente pelo Primeiro-Ministro, António Costa, e depois preside à recitação de Vésperas no Mosteiro dos Jerónimos, com representantes do clero português. Depois da agenda oficial, o Papa reúne-se individualmente com 13 vítimas de abusos sexuais por membros do clero, na Nunciatura Apostólica.[28]
  - 3 — O Papa tem um encontro com estudantes na Universidade Católica Portuguesa, e abençoa a primeira pedra do Campus Veritati daquela universidade; mais tarde, visita as Scholas Occurrentes em Cascais. Por fim, o Papa preside à Cerimónia de Acolhimento no Parque Eduardo VII, em Lisboa, perante 500 mil pessoas, com palavras que se tornam célebres: "na Igreja há espaço para todos, todos, todos".[28]
  - 4 — O Papa visita o Bairro da Serafina, onde elogiou as associações sociais que trabalham naquele local. À tarde, tem lugar a Via Sacra no Parque Eduardo VII, perante 800 mil peregrinos.[28]
  - 5 — O Papa partiu de Lisboa de helicóptero, rumo ao Santuário de Fátima, e participa na recitação do Terço com jovens doentes na Capelinha das Aparições. À tarde regressa a Lisboa para um encontro privado com os jesuítas, no Colégio de São João de Brito. À noite, um milhão e meio de peregrinos acorrem ao Parque do Tejo e do Trancão (Campo da Graça) para uma vigília de oração com o Papa, e aí pernoitam.[28]
  - 6 — Último dia da JMJ; os peregrinos acordam no Parque Tejo ao som do DJ Padre Guilherme. Um milhão e meio de peregrinos assistem à Missa de Envio, presidida pelo Papa Francisco. À tarde há ainda um encontro do Papa com os voluntários da Jornada, no Passeio Marítimo de Algés, antes de regressar a Roma num avião da TAP.[28]
- 3 — Estreia do filme Pôr do Sol: O Mistério do Colar de São Cajó, de Manuel Pureza, com Gabriela Barros, Rui Melo, Sofia Sá da Bandeira, Diogo Amaral nos papéis principais.
- 10 — D. Rui Valério, até à data Bispo das Forças Armadas e de Segurança, é nomeado Patriarca de Lisboa, substituindo o cardeal D. Manuel Clemente que apresentou a renúncia ao lugar de titular da diocese por ter atingido o limite de idade.[29]
- 23–24 — O Presidente da República, Marcelo Rebelo de Sousa, faz uma visita de Estado à Ucrânia; visita localidades nos arredores de Kiev que estiveram temporariamente ocupadas pelas tropas russas e entra numa trincheira feita pela "resistência popular", e ainda discursa em ucraniano durante as comemorações do 32.º Dia da Independência, deixando a mensagem de que Portugal apoia a pretensão da Ucrânia em manter as sua fronteiras originais, anteriores à ocupação russa.[30]

### Setembro
- 2 — D. Rui Valério toma posse como Patriarca de Lisboa.[31]
- 12 — Caetano Veloso recebe a Medalha de Mérito Cultural do Governo português, em cerimónia presidida pelo Primeiro-Ministro António Costa na sua residência oficial.[32]
- 19 — Discussão e votação, na Assembleia da República, de uma moção de censura apresentada pelo Chega ao XXIII Governo Constitucional, "pelo fim do pior Governo de sempre"; é chumbada com, para além dos dos proponentes, apenas os votos favoráveis da Iniciativa Liberal.[33]
- 24 — Eleições legislativas regionais na Região Autónoma da Madeira. A coligação PSD/CDS-PP, liderada por Miguel Albuquerque, vence as eleições com 43% dos votos, mas falha por um deputado a maioria absoluta.[34]
- 30 — No Consistório Ordinário Público de 2023, D. Américo Aguiar, bispo-eleito de Setúbal, é criado cardeal pelo Papa Francisco, com o titulus de Santo António de Pádua na Via Merulana.[35]
- 30 — Manifestações sobre a crise da habitação pela segunda vez em mais de 20 cidades como Lisboa, Porto, Aveiro, Braga, Coimbra, Covilhã, Guimarães, Lagos, Leiria, Portimão, Viseu, Samora Correia e Alcácer do Sal.[36]

### Outubro
- 7 — Casamento de Maria Francisca de Bragança, filha de Duarte Pio de Bragança e pretendente aos títulos de Infanta de Portugal e de Duquesa de Coimbra, com o advogado Duarte de Sousa Araújo Martins, no Palácio-Convento de Mafra. Transmitido na televisão, estiveram presentes alguns rostos da vida pública portuguesa e internacional.[37]
- 26 — O Cardeal D. Américo Aguiar toma posse como Bispo de Setúbal.[38]

### Novembro
- 7 — António Costa apresenta ao Presidente da República, Marcelo Rebelo de Sousa, o pedido de demissão das funções de Primeiro-Ministro, na sequência de buscas conduzidas pelo Ministério Público no âmbito da Operação Influencer ao seu gabinete, da constituição como arguidos dos ministros João Galamba e Duarte Cordeiro, e da detenção do chefe de gabinete de António Costa e do consultor próximo de Costa, Diogo Lacerda Machado, bem como do presidente da Câmara Municipal de Sines, o socialista Nuno Mascarenhas, sob suspeitas de crime em projetos de exploração do lítio e em negócios de hidrogénio verde.[39][40]
- 11 — O Primeiro-Ministro demissionário, António Costa, faz uma declaração pública desde o Palacete de São Bento sobre os investimentos feitos pelo governo em Sines e dirige aos portugueses um pedido de desculpas, declarando que se sentiu envergonhado com a apreensão de dinheiro no gabinete do seu entretanto exonerado chefe de gabinete; admite ainda que não voltará a exercer cargos públicos.[41]
- 26 — Eleições para o Conselho das Comunidades Portuguesas de 2023
- 30 — No anual Jantar dos Conjurados, realizado este ano no Museu Nacional de História Natural e da Ciência, em Lisboa, realiza-se o leilão do chapéu-panamá usado por D. Duarte Pio no casamento da filha; o valor de adjudicação (5 mil euros) reverteu a favor do Banco do Bebé.[42]

### Dezembro
- 6 — A pintura Construction (1968) de Maria Helena Vieira da Silva, proveniente de uma coleção europeia, é vendida em leilão da Christie's, em Paris, por 245 mil euros.[43]
- 7 — Após um compasso de espera de quatro semanas para permitir a conclusão do Orçamento do Estado para 2024, o Presidente da República, Marcelo Rebelo de Sousa, assina o decreto que formaliza a demissão do XXIII Governo Constitucional, que passa a estar em gestão até à tomada de posse do próximo executivo que resultará das eleições legislativas de 10 de março de 2024.[44]
- 16 — Em eleições diretas para a liderança do Partido Socialista, Pedro Nuno Santos derrota José Luís Carneiro com 62% dos votos.[45]

## Mortes

### Janeiro
- 5 — Alfredo Campos Matos, arquiteto, especialista em estudos queirosianos (n. 1928)[46]
- 5 — António Cartaxo, radialista, musicólogo e divulgador de música clássica (n. 1934)[47]
- 10 — Hermenegildo Candeias, ginasta olímpico (n. 1934)[48]
- 22 — Mário Teixeira da Silva, galerista e colecionador de arte (n. 1947)[49]

### Fevereiro
- 17 — João Salgueiro, economista, banqueiro e político (n. 1934)[50]
- 23 — Rui Cunha, político, deputado constituinte (n. 1944)[51]
- 24 — José Manuel Espírito Santo, banqueiro, antigo administrador do Banco Espírito Santo (n. 1945)[52]
- 27 — João Ribeiro Pacheco, antigo Chefe do Estado-Maior da Armada (n. 1934)[53]

### Março

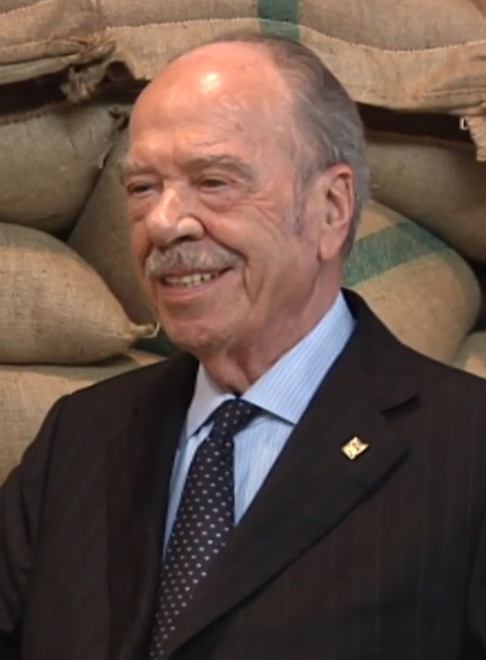
Rui Nabeiro

- 2 — José Manuel Galvão Teles, advogado (n. 1938)[54]
- 3 — Ruy Castelar, locutor de rádio e ator (n. 1932)[55]
- 5 — António Salvado, poeta e escritor (n. 1936)[56]
- 9 — Alex o Fabuloso, cantor (n. 1935)[57]
- 12 — Alexandre Patrício Gouveia, gestor e político (n. 1952)[58]
- 15 — José Reis Ribeiro, sacerdote católico, monsenhor (n. 1934)[59]
- 19 — Rui Nabeiro, empresário (n. 1931)[60]
- 23 — João de Sousa Araújo, arquiteto, escultor e pintor (n. 1929)[61]
- 30 — José Duarte, locutor de rádio (n. 1938)[62]

### Abril
- 6 — Agostinho Ferreira Barrias, empresário (n. 1938)[63]
- 7 — João Esteves de Oliveira, economista e galerista (n. 1946)[64]
- 8 — Manuel Baptista, artista plástico (n. 1936)[65]
- 17 — Joaquim Pessoa, poeta, artista plástico (n. 1948)[66]
- 27 — António Calhau, antigo presidente do Supremo Tribunal Administrativo (n. 1953)[67]
- 29 — Paulo Tunhas, filósofo, ensaísta e professor universitário (n. 1960)[68]
- 30 — Luís Carmelo, escritor (n. 1954)[69]

### Maio
- 19 — Pedro da Vinha Costa, advogado e político, ex-deputado (n. 1960)[70]
- 22 — Eduarda Dionísio, escritora e dinamizadora cultural (n. 1946)[71]
- 23 — José Estevens, advogado e autarca (n. 1956)[72]
- 28 — Elísio Donas, músico, fundador e teclista dos Ornatos Violeta (n. 1974)[73]
- 30 — José Pinho, livreiro e dinamizador cultural (n. 1953)[74]

### Junho
- 13 — Teresa Ferreira, etalonadora e colorista (n. 1940)[75]
- 18 — Manuel do Laço, famoso adepto do Boavista (n. 1947)[76]
- 20 — Luís Saias, político (n. 1924)[77]
- 22 — Marília Viegas, artista plástica (n. 1941)[78]
- 23 — Luís Aleluia, ator (n. 1960)[79]

### Julho

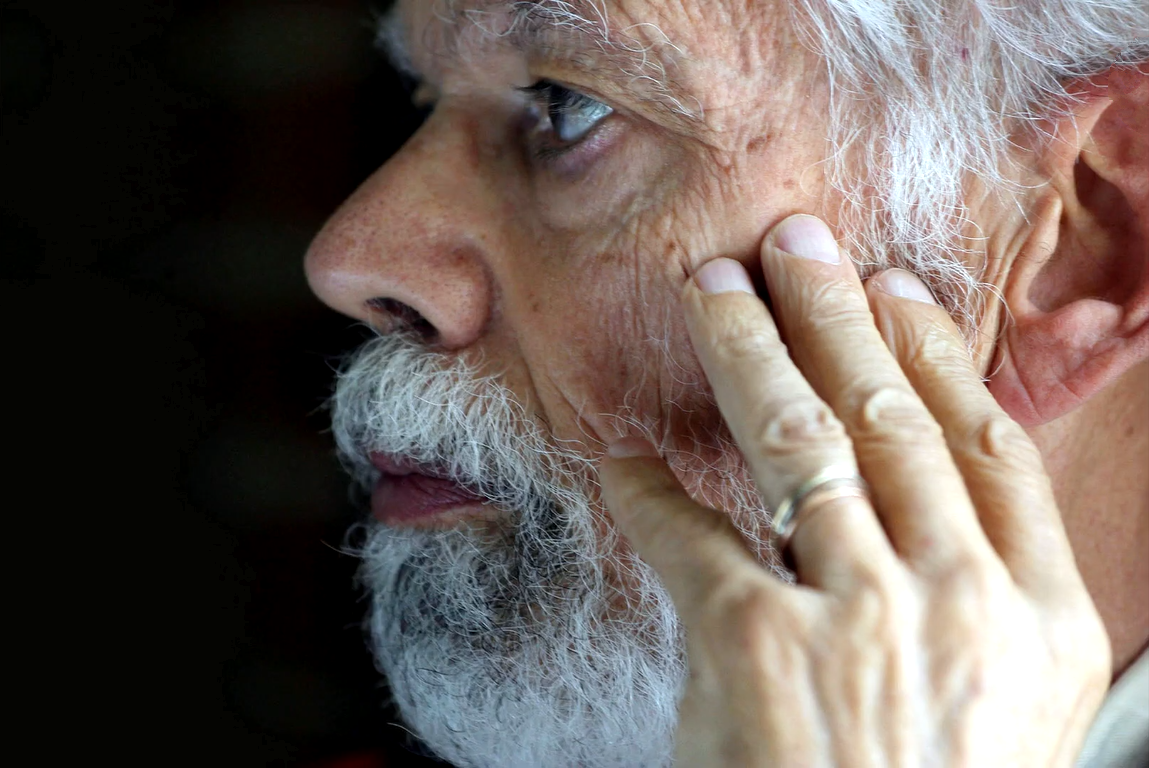
José Mattoso

- 8 — José Mattoso, historiador medievista (n. 1933)[80]
- 25 — Eduardo Pitta, escritor (n. 1949)[81]

### Agosto
- 22 — José Casimiro Ribeiro, revolucionário de Abril e ex-membro da LUAR (n. 1940)[82]
- 28 — João da Câmara, embaixador (n. 1958)[83]
- 29 — Luísa Brandão, pintora e arquiteta (n. 1939)[84]

### Setembro

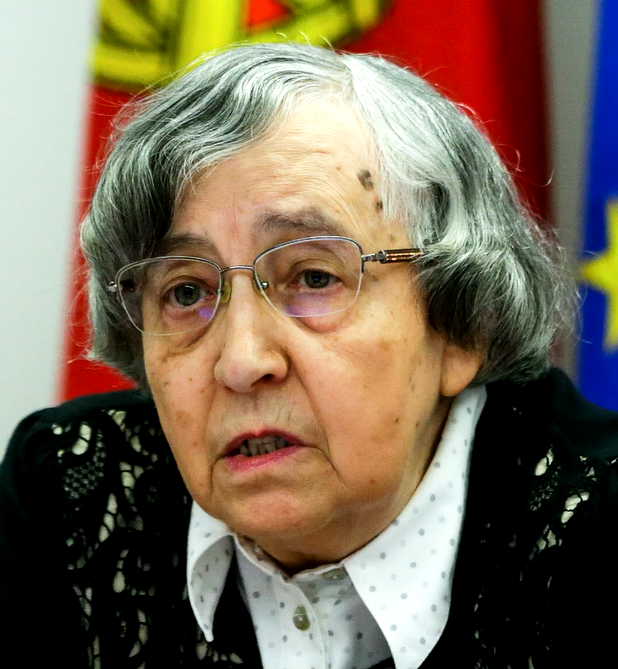
Teodora Cardoso

- 9 — Teodora Cardoso, economista (n. 1942)[85]
- 22 — Américo Lopes, futebolista (n. 1933)[86]
- 24 — Avelino Tavares, editor, divulgador musical e produtor de espectáculos (n. 1938)[87]

### Outubro

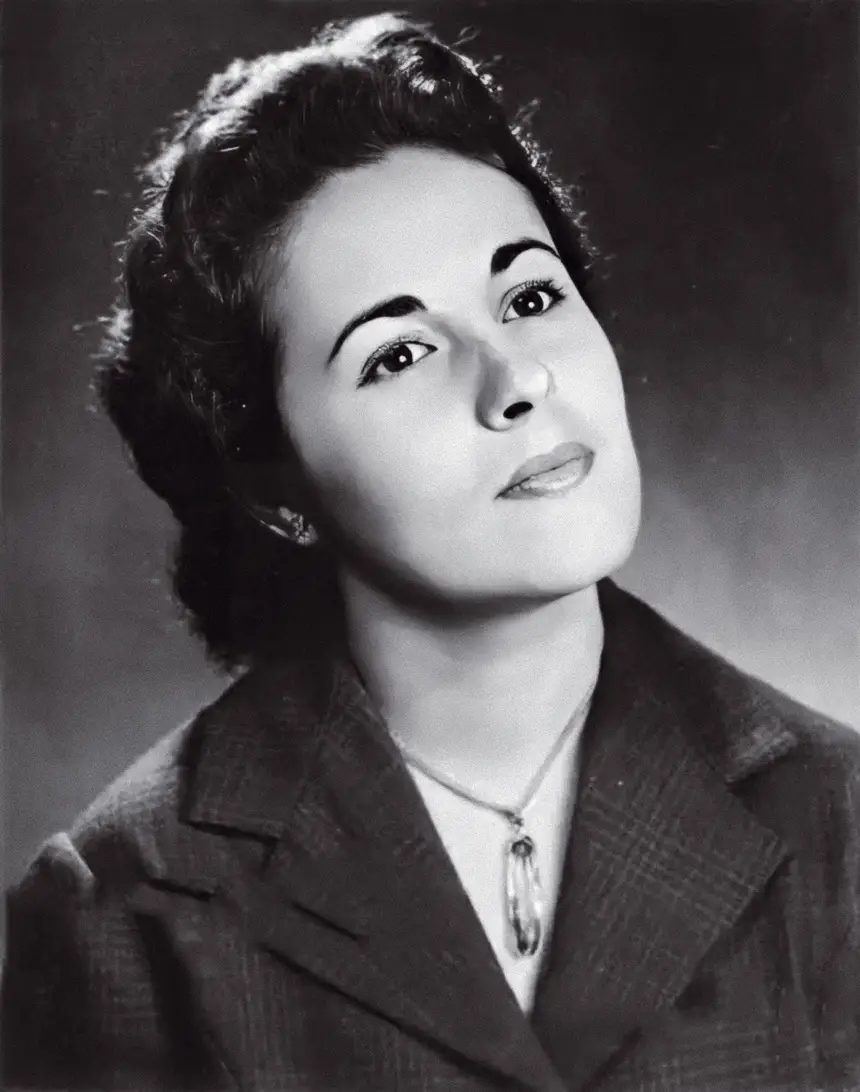
Margarida Amaral

- 7 — Margarida Amaral, cantora (n. 1928)[88]
- 19 — Teresa Magalhães, pintora (n. 1944)[89]
- 21 — Bobi, cão da raça Rafeiro do Alentejo, detentor do recorde de cão mais velho da história (n. 1992)[90]
- 22 — Raul Machado, futebolista (n. 1937)[91]
- 26 — Margarida Tengarrinha, resistente antifascista e política (n. 1928)[92]

### Novembro
- 7 — Paula Ribas, cantora (n. 1942)[93]
- 9 — Manuel Gusmão, poeta e ensaísta (n. 1945)[94]
- 18 — João Lima, atleta (n. 1961)[95]
- 19 — Sara Tavares, cantora (n. 1978)[96]
- 21 — Estela Alves, fadista (n. 1930)[97]
- 22 — Carlos Avilez, encenador e ator (n. 1935)[98]

### Dezembro

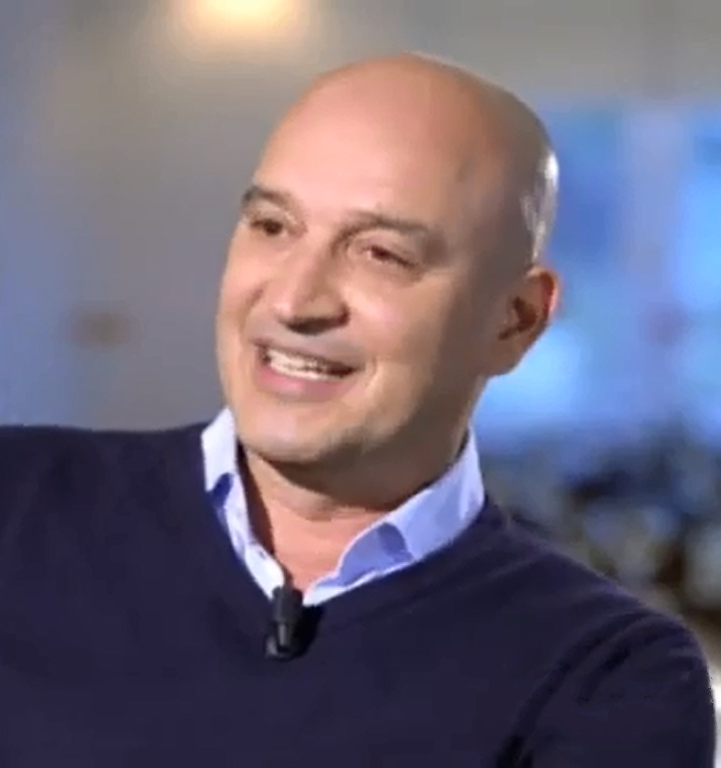
Nuno Graciano

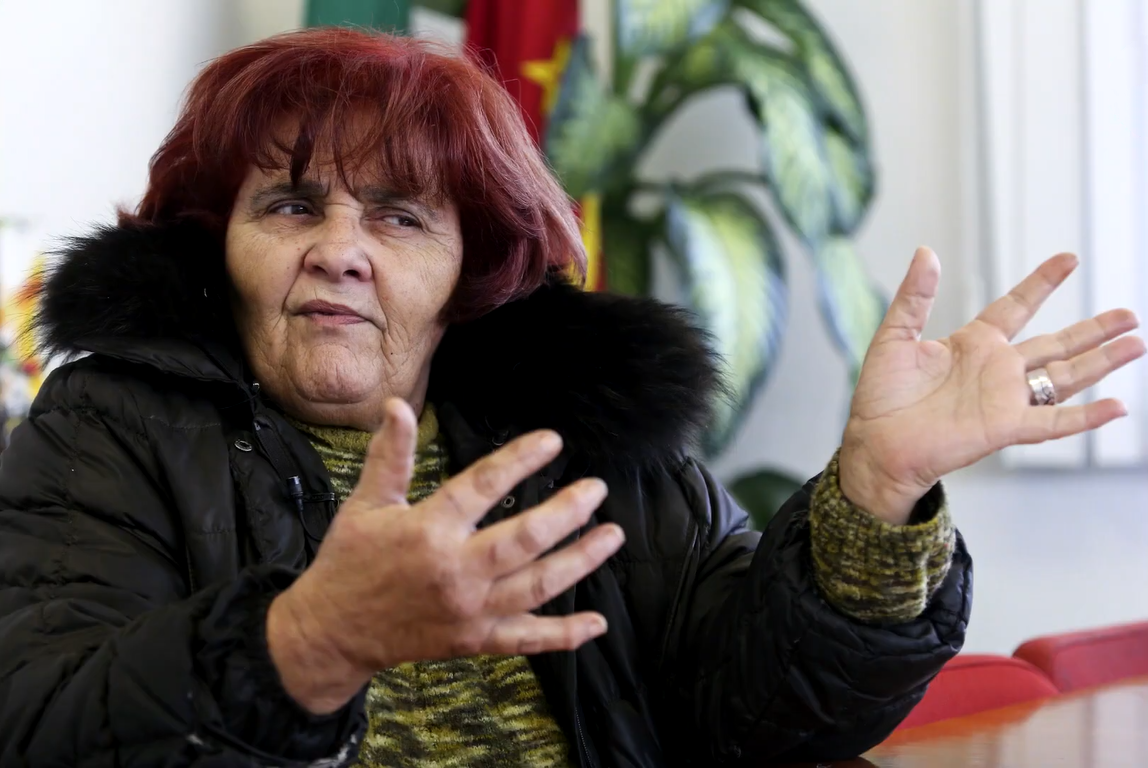
Odete Santos

- 2 — Luís Araújo, antigo Chefe do Estado-Maior-General das Forças Armadas (n. 1949)[99]
- 2 — António Brás Monteiro, empresário (n. 1926)[100]
- 7 — Nuno Graciano, apresentador de televisão e empresário (n. 1968)[101]
- 7 — Teresa Silva Carvalho, cantora (n. 1935)[102]
- 8 — Maria João Quadros, fadista (n. 1950)[103]
- 10 — Isabel Lhano, artista plástica e pintora (n. 1953)[104]
- 27 — Odete Santos, política, advogada e atriz (n. 1941)[105]
- 29 — Filomena Marona Beja, escritora (n. 1944)[106]